# Stiepan Nieustrojew
Stiepan Andriejewicz Nieustrojew (ros. Степан Андреевич Неустроев; ur. 12 sierpnia 1922 we wsi Talica w obwodzie swierdłowskim, zm. 26 lutego 1998 w Sewastopolu) – radziecki wojskowy, podpułkownik, Bohater Związku Radzieckiego (1946).

## Życiorys
Od 1930 mieszkał w miejscowości Beriozowskij, gdzie skończył 7 klas szkoły, później pracował jako ślusarz w kopalni, od czerwca 1941 służył w Armii Czerwonej.
W listopadzie 1941 ukończył wojskową szkołę piechoty w Swierdłowsku i został w stopniu lejtnanta skierowany do 423. pułku strzelców w 166. Dywizji Strzeleckiej w składzie Frontu Północno-Zachodniego, 1 sierpnia 1942 został ciężko ranny w walce. Po wyleczeniu został dowódcą kompanii, w walkach w rejonie Starej Russy został ciężko ranny w nogę, od kwietnia 1943 do końca wojny walczył w 756. pułku strzelców w 150 Dywizji Strzeleckiej w składzie 3 Armii Uderzeniowej 1 Frontu Białoruskiego. Brał udział w zajęciu krajów bałtyckich i Polski, walkach na wschodnim Pomorzu, operacji wiślańsko-odrzańskiej i operacji berlińskiej, w tym szturmie na Reichstag i wywieszeniu na nim Sztandaru Zwycięstwa. Był pięciokrotnie ranny. Wojnę zakończył w stopniu kapitana.
Po wojnie pracował w organach MWD na Uralu, w 1953 został przeniesiony do rezerwy w stopniu podpułkownika, później pracował jako ślusarz. W latach 1957–1962 znów służył w Wojskach Wewnętrznych MWD, m.in. w Nowouralsku, następnie zakończył służbę. Mieszkał w Krasnodarze, później od 1980 do 1995 roku w Sewastopolu, później znowu w Krasnodarze. W 1995 otrzymał stopień pułkownika. Był honorowym obywatelem Nowouralska i Suchumi. Zmarł w Sewastopolu, gdzie został pochowany w Alei Bohaterów. Jego imieniem nazwano ulicę w Krasnodarze i plac w Sewastopolu.

## Odznaczenia
- Złota Gwiazda Bohatera Związku Radzieckiego (8 maja 1946)
- Order Lenina
- Order Aleksandra Newskiego
- Order Wojny Ojczyźnianej I klasy (dwukrotnie)
- Order Czerwonej Gwiazdy
- Medal „Za Odwagę” (28 czerwca 1943)
- Medal „Za zwycięstwo nad Niemcami w Wielkiej Wojnie Ojczyźnianej 1941–1945”
- Medal „Za wyzwolenie Warszawy”
- Medal „Za zdobycie Berlina”
- Medal „Weteran pracy”
- Medal jubileuszowy „Dwudziestolecia zwycięstwa w Wielkiej Wojnie Ojczyźnianej 1941–1945”
- Medal jubileuszowy „Trzydziestolecia zwycięstwa w Wielkiej Wojnie Ojczyźnianej 1941–1945”
- Medal jubileuszowy „Czterdziestolecia zwycięstwa w Wielkiej Wojnie Ojczyźnianej 1941–1945”
- Medal jubileuszowy „50-lecia zwycięstwa w Wielkiej Wojnie Ojczyźnianej 1941–1945”
- Medal jubileuszowy „30 lat Armii Radzieckiej i Floty”
- Medal jubileuszowy „40 lat Sił Zbrojnych ZSRR”
- Medal jubileuszowy „50 lat Sił Zbrojnych ZSRR”
- Medal jubileuszowy „60 lat Sił Zbrojnych ZSRR”
- Medal jubileuszowy „70 lat Sił Zbrojnych ZSRR”
- Medal „Za nienaganną służbę” II klasy